# Svájc az 1964. évi téli olimpiai játékokon
Svájc az ausztriai Innsbruckban megrendezett 1964. évi téli olimpiai játékok egyik részt vevő nemzete volt. Az országot az olimpián 10 sportágban 72 sportoló képviselte, akik érmet nem szereztek.

## Alpesisí
Férfi
| Versenyző          | Versenyszám      | Selejtező | Selejtező | Selejtező | Selejtező | Döntő    | Döntő    | Döntő    | Döntő    | Döntő      | Döntő      |
| Versenyző          | Versenyszám      | 1. futam  | 1. futam  | 2. futam  | 2. futam  | 1. futam | 1. futam | 2. futam | 2. futam | Összesítés | Összesítés |
| Versenyző          | Versenyszám      | Idő       | Hely.     | Idő       | Hely.     | Idő      | Hely.    | Idő      | Hely.    | Idő        | Helyezés   |
| ------------------ | ---------------- | --------- | --------- | --------- | --------- | -------- | -------- | -------- | -------- | ---------- | ---------- |
| Edy Bruggmann      | Óriás-műlesiklás |           |           |           |           |          |          |          |          | 1:55,30    | 19.        |
| Willy Favre        | Lesiklás         |           |           |           |           |          |          |          |          | 2:20,23    | 8.         |
| Willy Favre        | Műlesiklás       | 54,29     | 15.       |           |           | 1:13,63  | 12.      | 1:04,59  | 17.      | 2:18,22    | 14.        |
| Willy Favre        | Óriás-műlesiklás |           |           |           |           |          |          |          |          | 1:48,69    | 4.         |
| Dumeng Giovanoli   | Lesiklás         |           |           |           |           |          |          |          |          | 2:21,16    | 13.        |
| Georg Grünenfelder | Lesiklás         |           |           |           |           |          |          |          |          | 2:22,69    | 18.        |
| Stefan Kälin       | Műlesiklás       | 53,93     | 12.       |           |           | 1:13,92  | 15.      | 1:02,12  | 9.       | 2:16,04    | 10.        |
| Adolf Mathis       | Műlesiklás       | 53,41     | 6.*       |           |           | 1:10,77  | 5.       | 1:02,22  | 10.      | 2:12,99    | 6.         |
| Jos Minsch         | Lesiklás         |           |           |           |           |          |          |          |          | 2:19,54    | 4.         |
| Jos Minsch         | Műlesiklás       | 54,95     | 22.       |           |           | 1:15,07  | 23.      | kizárták | kizárták | kiesett    | kiesett    |
| Jos Minsch         | Óriás-műlesiklás |           |           |           |           |          |          |          |          | 1:50,61    | 9.         |
| Beat von Allmen    | Óriás-műlesiklás |           |           |           |           |          |          |          |          | 1:54,05    | 14.        |

Női
| Versenyző         | Versenyszám      | 1. futam      | 1. futam      | 2. futam | 2. futam | Összesítés | Összesítés |
| Versenyző         | Versenyszám      | Idő           | Hely.         | Idő      | Hely.    | Idő        | Helyezés   |
| ----------------- | ---------------- | ------------- | ------------- | -------- | -------- | ---------- | ---------- |
| Ruth Adolf        | Lesiklás         |               |               |          |          | 2:02,59    | 20.        |
| Ruth Adolf        | Óriás-műlesiklás |               |               |          |          | 1:55,83    | 12.        |
| Fernande Bochatay | Műlesiklás       | nem ért célba | nem ért célba | kiesett  | kiesett  | kiesett    | kiesett    |
| Fernande Bochatay | Óriás-műlesiklás |               |               |          |          | 1:54,59    | 9.*        |
| Françoise Gay     | Műlesiklás       | 45,78         | 8.            | 53,22    | 18.      | 1:39,00    | 13.        |
| Françoise Gay     | Óriás-műlesiklás |               |               |          |          | 1:57,21    | 15.        |
| Heidi Obrecht     | Lesiklás         |               |               |          |          | 2:02,23    | 17.        |
| Heidi Obrecht     | Műlesiklás       | 47,37         | 15.           | 51,96    | 16.      | 1:39,33    | 14.        |
| Theres Obrecht    | Lesiklás         |               |               |          |          | 2:02,41    | 19.        |
| Theres Obrecht    | Műlesiklás       | 1:02,56       | 32.           | 51,53    | 14.      | 1:54,09    | 25.        |
| Theres Obrecht    | Óriás-műlesiklás |               |               |          |          | 1:54,91    | 11.        |

* - egy másik versenyzővel azonos eredményt ért el

## Biatlon
| Versenyző          | Lövőhiba | Időeredmény | Helyezés |
| ------------------ | -------- | ----------- | -------- |
| Peter Gerig        | 16       | 2:02:32,5   | 48.      |
| Willy Junod        | 13       | 1:54:00,7   | 47.      |
| Erich Schönbächler | 12       | 1:53:59,5   | 46.      |
| Marcel Vogel       | 12       | 1:53:14,1   | 45.      |

## Bob
| Versenyző                                                 | Versenyszám | 1. futam | 1. futam | 2. futam | 2. futam | 3. futam | 3. futam | 4. futam | 4. futam | Összesítés | Összesítés |
| Versenyző                                                 | Versenyszám | Idő      | Hely.    | Idő      | Hely.    | Idő      | Hely.    | Idő      | Hely.    | Idő        | Helyezés   |
| --------------------------------------------------------- | ----------- | -------- | -------- | -------- | -------- | -------- | -------- | -------- | -------- | ---------- | ---------- |
| Hans Zoller Robert Zimmermann                             | Kettes      | 1:06,97  | 12.      | 1:06,20  | 6.       | 1:07,60  | 16.      | 1:07,38  | 13.      | 4:28,15    | 10.        |
| Herbert Kiesel Oskar Lory                                 | Kettes      | 1:07,33  | 14.      | 1:07,70  | 14.      | 1:07,92  | 17.      | 1:08,25  | 16.      | 4:31,20    | 17.        |
| Hans Zoller Hans Kleinpeter Fritz Lüdi Robert Zimmermann  | Négyes      | 1:04,83  | 16.      | 1:04,52  | 12.      | 1:04,97  | 11.      | 1:04,73  | 9.*      | 4:19,05    | 10.        |
| Herbert Kiesel Bernhard Wild Hansruedi Beugger Oskar Lory | Négyes      | 1:04,33  | 9.       | 1:04,54  | 13.      | 1:04,65  | 10.      | 1:04,60  | 8.       | 4:18,12    | 8.         |

* - egy másik csapattal azonos eredményt ért el

## Északi összetett
| Versenyző   | Síugrás  | Síugrás  | Síugrás  | Síugrás  | Síugrás  | Síugrás  | Síugrás | Síugrás | Sífutás | Sífutás | Sífutás | Összesítés | Összesítés |
| Versenyző   | 1. ugrás | 1. ugrás | 2. ugrás | 2. ugrás | 3. ugrás | 3. ugrás | Össz.   | Össz.   | Sífutás | Sífutás | Sífutás | Összesítés | Összesítés |
| Versenyző   | Távolság | Pont     | Távolság | Pont     | Távolság | Pont     | Pont    | Hely.   | Idő     | Pont    | Hely.   | Pont       | Helyezés   |
| ----------- | -------- | -------- | -------- | -------- | -------- | -------- | ------- | ------- | ------- | ------- | ------- | ---------- | ---------- |
| Alois Kälin | 67,0     | (61,7)~  | 59,0     | 81,6     | 54,0     | 78,3     | 159,9   | 28.     | 49:12,8 | 253,33  | 1.      | 413,23     | 12.        |

~ - az ugrás során elesett

## Gyorskorcsolya
Férfi
| Versenyző          | Versenyszám | Eredmény | Helyezés |
| ------------------ | ----------- | -------- | -------- |
| Peter Büttner      | 5000 m      | 8:45,5   | 40.      |
| Jean-Pierre Guéron | 500 m       | 44,9     | 43.      |
| Jean-Pierre Guéron | 1500 m      | 2:32,3   | 53.      |
| Ruedi Uster        | 1500 m      | 2:23,4   | 44.      |
| Ruedi Uster        | 5000 m      | 8:24,8   | 32.      |
| Ruedi Uster        | 10 000 m    | 17:23,4  | 29.      |

## Jégkorong
| Svájci férfi jégkorongcsapat-játékoskeret                                                     | Svájci férfi jégkorongcsapat-játékoskeret                                                     | Svájci férfi jégkorongcsapat-játékoskeret                                         |
| --------------------------------------------------------------------------------------------- | --------------------------------------------------------------------------------------------- | --------------------------------------------------------------------------------- |
| - Franz Berry - Roger Chappot - Rolf Diethelm - Elvin Friedrich - Gaston Furrer - Oskar Jenny | - René Kiener - Pio Parolini - Kurt Pfammatter - Gérard Rigolet - Max Rüegg - Walter Salzmann | - Peter Stammbach - Herold Truffer - Peter Wespi - Otto Wittwer - Jürg Zimmermann |

### Eredmények
Selejtező
| 1964. január 27. | Svájc (SUI) | 5 – 1 (2–0, 1–0, 2–1) | Norvégia | Innsbruck |

|  |  |  |  |  |
|  |  |  |  |  |
|  |  |  |  |  |
|  |  |  |  |  |

Döntő csoportkör
| 1964. január 29. | Kanada (CAN) | 8 – 0 (1–0, 5–0, 2–0) | Svájc | Innsbruck |

|  |  |  |  |  |
|  |  |  |  |  |
|  |  |  |  |  |
|  |  |  |  |  |

| 1964. január 30. | Finnország (FIN) | 4 – 0 (0–0, 3–0, 1–0) | Svájc | Innsbruck |

|  |  |  |  |  |
|  |  |  |  |  |
|  |  |  |  |  |
|  |  |  |  |  |

| 1964. február 1. | Szovjetunió (URS) | 15 – 0 (7–0, 3–0, 5–0) | Svájc | Innsbruck |

|  |  |  |  |  |
|  |  |  |  |  |
|  |  |  |  |  |
|  |  |  |  |  |

| 1964. február 4. | Csehszlovákia (TCH) | 5 – 1 (0–1, 2–0, 3–0) | Svájc | Innsbruck |

|  |  |  |  |  |
|  |  |  |  |  |
|  |  |  |  |  |
|  |  |  |  |  |

| 1964. február 5. | Svédország (SWE) | 12 – 0 (3–0, 5–0, 4–0) | Svájc | Innsbruck |

|  |  |  |  |  |
|  |  |  |  |  |
|  |  |  |  |  |
|  |  |  |  |  |

| 1964. február 7. | Egyesült Német Csapat (EUA) | 6 – 5 (2–3, 0–1, 4–1) | Svájc | Innsbruck |

|  |  |  |  |  |
|  |  |  |  |  |
|  |  |  |  |  |
|  |  |  |  |  |

| 1964. február 8. | Egyesült Államok (USA) | 7 – 3 (3–2, 2–0, 2–1) | Svájc | Innsbruck |

|  |  |  |  |  |
|  |  |  |  |  |
|  |  |  |  |  |
|  |  |  |  |  |

Végeredmény
| Csapat                | M | Gy | D | V | G+ | G– | Gk  | P  |
| --------------------- | - | -- | - | - | -- | -- | --- | -- |
| Szovjetunió           | 7 | 7  | 0 | 0 | 54 | 10 | +44 | 14 |
| Svédország            | 7 | 5  | 0 | 2 | 47 | 16 | +31 | 10 |
| Csehszlovákia         | 7 | 5  | 0 | 2 | 38 | 19 | +19 | 10 |
| Kanada                | 7 | 5  | 0 | 2 | 32 | 17 | +15 | 10 |
| Egyesült Államok      | 7 | 2  | 0 | 5 | 29 | 33 | –4  | 4  |
| Finnország            | 7 | 2  | 0 | 5 | 10 | 31 | –21 | 4  |
| Egyesült Német Csapat | 7 | 2  | 0 | 5 | 13 | 49 | –36 | 4  |
| Svájc                 | 7 | 0  | 0 | 7 | 9  | 57 | –48 | 0  |

| Csapat | Helyezés |
| ------ | -------- |
| Svájc  | 8.       |

## Műkorcsolya
| Versenyző                 | Versenyszám  | Kötelező elemek   | Kötelező elemek | Kűr               | Kűr   | Összesítés                     | Összesítés                     | Összesítés                     | Összesítés                     | Összesítés                     | Összesítés                     | Összesítés                     | Összesítés                     | Összesítés                     | Összesítés        | Összesítés        | Összesítés  | Összesítés | Összesítés |
| Versenyző                 | Versenyszám  | Kötelező elemek   | Kötelező elemek | Kűr               | Kűr   | Helyezési pontszámok bírónként | Helyezési pontszámok bírónként | Helyezési pontszámok bírónként | Helyezési pontszámok bírónként | Helyezési pontszámok bírónként | Helyezési pontszámok bírónként | Helyezési pontszámok bírónként | Helyezési pontszámok bírónként | Helyezési pontszámok bírónként | Több. hely. száma | Több. hely. össz. | Hely. össz. | Pont       | Helyezés   |
| Versenyző                 | Versenyszám  | Több. hely. száma | Hely.           | Több. hely. száma | Hely. | 1                              | 2                              | 3                              | 4                              | 5                              | 6                              | 7                              | 8                              | 9                              | Több. hely. száma | Több. hely. össz. | Hely. össz. | Pont       | Helyezés   |
| ------------------------- | ------------ | ----------------- | --------------- | ----------------- | ----- | ------------------------------ | ------------------------------ | ------------------------------ | ------------------------------ | ------------------------------ | ------------------------------ | ------------------------------ | ------------------------------ | ------------------------------ | ----------------- | ----------------- | ----------- | ---------- | ---------- |
| Markus Germann            | Férfi egyéni | 6×20+             | 20.             | 5×21+             | 23.   | 23,0                           | 22,0                           | 23,0                           | 19,0                           | 19,0                           | 19,0                           | 22,0                           | 20,0                           | 19,0                           | 5×20+             | 96,0              | 186,0       | 1578,0     | 19.        |
| Peter Grütter             | Férfi egyéni | 9×24+             | 24.             | 5×21+             | 20.   | 24,0                           | 24,0                           | 24,0                           | 24,0                           | 24,0                           | 24,0                           | 23,0                           | 24,0                           | 17,0                           | 9×24+             | 208,0             | 208,0       | 1517,2     | 24.        |
| Monika Zingg              | Női egyéni   | 5×27+             | 28.             | 5×27+             | 28.   | 28,0                           | 27,0                           | 30,0                           | 25,0                           | 25,0                           | 30,0                           | 29,0                           | 27,0                           | 27,0                           | 5×27+             | 131,0             | 248,0       | 1568,9     | 27.        |
| Gerda Johner Rüdi Johner  | Páros        |                   |                 |                   |       | 5,0                            | 7,5                            | 7,0                            | 7,5                            | 7,0                            | 5,0                            | 6,0                            | 6,0                            | 5,0                            | 5×6+              | 27,0              | 56,0        | 95,4       | 6.         |
| Monique Mathys Yves Ällig | Páros        |                   |                 |                   |       | 17,0                           | 17,0                           | 17,0                           | 15,5                           | 17,0                           | 16,0                           | 17,0                           | 17,0                           | 14,0                           | 9×17+             | 147,5             | 147,5       | 81,5       | 17.        |

## Sífutás
Férfi
| Versenyző                                                   | Versenyszám     | Eredmény  | Helyezés |
| ----------------------------------------------------------- | --------------- | --------- | -------- |
| Hans Ammann                                                 | 15 km           | 55:44,9   | 29.*     |
| Hans Ammann                                                 | 30 km           | 1:39:55,7 | 28.      |
| Alphonse Baume                                              | 30 km           | 1:42:41,8 | 43.      |
| Alphonse Baume                                              | 50 km           | 3:03:49,1 | 26.      |
| Georges Dubois                                              | 30 km           | 1:42:26,8 | 39.      |
| Georges Dubois                                              | 50 km           | 3:07:21,8 | 31.      |
| Konrad Hischier                                             | 15 km           | 56:42,3   | 40.      |
| Konrad Hischier                                             | 30 km           | 1:39:43,6 | 27.      |
| Franz Kälin                                                 | 15 km           | 55:50,3   | 32.      |
| Franz Kälin                                                 | 50 km           | 3:06:09,3 | 29.      |
| Hans-Sigfrid Oberer                                         | 15 km           | 55:47,9   | 31.      |
| Konrad Hischier Alois Kälin Franz Kälin Hans Sigfrid Oberer | 4 × 10 km váltó | 2:31:52,8 | 9.       |

* - egy másik versenyzővel azonos eredményt ért el

## Síugrás
| Versenyző        | Versenyszám | 1. ugrás | 1. ugrás | 1. ugrás | 2. ugrás | 2. ugrás | 2. ugrás | 3. ugrás | 3. ugrás | 3. ugrás | Összesítés | Összesítés |
| Versenyző        | Versenyszám | Távolság | Pont     | Hely.    | Távolság | Pont     | Hely.    | Távolság | Pont     | Hely.    | Pont       | Helyezés   |
| ---------------- | ----------- | -------- | -------- | -------- | -------- | -------- | -------- | -------- | -------- | -------- | ---------- | ---------- |
| Ueli Scheidegger | Normálsánc  | 72,0     | 89,4     | 47.      | 68,5     | 87,0     | 48.      | 64,0     | (76,7)   | 53.      | 176,4      | 48.        |
| Ueli Scheidegger | Nagysánc    | 73,0     | (42,4)~  | 52.      | 70,0     | 78,9     | 50.      | 65,0     | 75,4     | 49.      | 154,3      | 51.        |
| Heribert Schmid  | Normálsánc  | 76,5     | 99,7     | 18.      | 71,5     | (92,7)   | 45.      | 74,0     | 100,4    | 17.*     | 200,1      | 25.        |
| Heribert Schmid  | Nagysánc    | 78,0     | 84,9     | 46.      | 78,5     | 90,1     | 40.      | 64,0     | (77,6)   | 48.      | 175,0      | 46.        |
| Josef Zehnder    | Normálsánc  | 69,0     | 88,1     | 49.      | 66,0     | (45,5)~  | 53.      | 66,0     | 83,6     | 51.      | 171,7      | 51.        |
| Josef Zehnder    | Nagysánc    | 80,0     | 88,9     | 42.      | 73,0     | (47,9)~  | 52.      | 68,0     | 83,4     | 43.      | 172,3      | 48.        |

* - egy másik versenyzővel azonos eredményt ért el

~ - az ugrás során elesett

## Szánkó
| Versenyző                   | Versenyszám | 1. futam | 1. futam | 2. futam      | 2. futam      | 3. futam | 3. futam | 4. futam | 4. futam | Összesítés | Összesítés |
| Versenyző                   | Versenyszám | Idő      | Hely.    | Idő           | Hely.         | Idő      | Hely.    | Idő      | Hely.    | Idő        | Helyezés   |
| --------------------------- | ----------- | -------- | -------- | ------------- | ------------- | -------- | -------- | -------- | -------- | ---------- | ---------- |
| Emil Egli                   | Férfi egyes | 55,01    | 18.      | 56,24         | 24.           | 54,80    | 16.*     | 55,51    | 20.      | 3:41,56    | 18.        |
| Arnold Gartmann             | Férfi egyes | 55,17    | 19.      | 55,27         | 18.*          | 55,74    | 22.      | 55,97    | 22.      | 3:42,15    | 20.        |
| Jean-Pierre Gottschall      | Férfi egyes | 1:03,05  | 29.      | 1:04,82       | 30.           | 1:01,85  | 28.      | 1:22,36  | 31.      | 4:32,08    | 31.        |
| Ulrich Jucker               | Férfi egyes | 1:03,81  | 32.      | 55,92         | 23.           | 57,41    | 25.      | 58,10    | 26.      | 3:55,24    | 26.        |
| Ursula Amstein              | Női egyes   | 54,25    | 10.      | 56,58         | 11.           | 55,90    | 12.      | 56,08    | 13.      | 3:42,81    | 11.        |
| Monika Lücker               | Női egyes   | 55,35    | 14.      | nem ért célba | nem ért célba | kiesett  | kiesett  | kiesett  | kiesett  | kiesett    | kiesett    |
| Elisabeth Nagele            | Női egyes   | 55,28    | 13.      | 55,10         | 10.           | 57,61    | 13.      | 55,30    | 11.      | 3:43,29    | 12.        |
| Beat Häsler Arnold Gartmann | Kettes      | 53,78    | 12.      | 53,31         | 9.            |          |          |          |          | 1:47,09    | 9.         |
| Emil Egli Hansruedi Roth    | Kettes      | 54,88    | 13.      | 55,20         | 10.           |          |          |          |          | 1:50,08    | 11.        |

* - egy másik versenyzővel azonos eredményt ért el